# Manuel Colom Argueta
Manuel Colom Argueta (Guatemala-Stad, 8 april 1932 - aldaar, 22 maart 1979) was een Guatemalteekse politicus en activist.
Colom studeerde rechtsgeleerdheid aan de San Carlos-universiteit en was actief in de studentenpolitiek. Colom verzette zich tegen de dictatuur van Carlos Castillo Armas en werd gewond tijdens het gewapend neerslaan van een studentenprotest in 1956 waarbij meerdere doden vielen. Colom studeerde in 1957 af als notaris en advocaat en deed een vervolgopleiding in Italië.
Terug in Guatemala sloot hij zich aan bij de Revolutionaire Beweging 13 November in het verzet tegen de dictator Miguel Ydígoras Fuentes, maar stapte uit de beweging na een conflict over te volgen tactiek en richtte in 1961 de Revolutionaire Democratische Eenheid (URD) op. Hij huwde in 1962 een Italiaanse vrouw, met wie hij twee kinderen kreeg. Op 25 januari 1963 werd hij door de autoriteiten gearresteerd. Na zijn vrijlating vluchtte hij naar El Salvador, waar hij aan de Nationale Universiteit ging werken.
Hij keerde terug in 1964 en werd secretaris-generaal van de URD. In 1970 werd hij met een ruime meerderheid tot burgemeester van Guatemala-Stad gekozen. Hij bleek een populair burgemeester en kondigde aan een gooi te willen doen naar het presidentschap, maar dit werd onmogelijk gemaakt door de autoriteiten daar zijn politieke partij geen erkenning kreeg.
Colom overleefde in 1976 een aanslag op zijn leven. Kort nadat hij in 1979 eindelijk zijn politieke partij erkend had weten te krijgen werd hij met 36 schoten om het leven gebracht door een doodseskader geleid door minister van defensie generaal David Cancinos, die de aanslag vanuit een helikopter leidde.
Manuel Colom Argueta was de oom van Álvaro Colom Caballeros, president van Guatemala van 2008-2012.
- Gemeinsame Normdatei: 1056272201
- International Standard Name Identifier: 0000 0000 4297 3151
- Library of Congress Control Number: n93066282
- Nederlandse Thesaurus van Auteursnamen: 157324176
- Virtual International Authority File: 18895109
- WorldCat: E39PBJxGVhDVkJHK8QrGPCX8G3